# 貴常在
貴常在，姓名及出身均不詳，清朝康熙帝之常在。

## 生平
目前並不清楚她是在何時被康熙帝收為後宮主位，僅知康熙四十六年，康熙帝位下未有以「貴」字作為稱號的常在。雍正二年四月十九日午時，葬入景陵妃園寢。北京故宮博物院藏《景陵妃園寢地盤尺寸畫樣圖》稱她為貴常在，而《昌瑞山萬年統志》則稱其為貴答應，原因不明。
貴常在的稱號「貴」字有可能源自康熙朝的一個後宮位分等級「貴格格」。貴格格為小福晉級經過調整後所形成的一個全新位分等級，至遲在康熙三十一年時，已經逐漸改稱為貴人，但是貴格格與貴人這兩種寫法在康熙朝的宮廷檔案中一直兼用。由於當時的後宮等級制度尚未完善，部分總管內務府大臣甚至曾經因為不知道要按照貴人之例辦理已去世貴格格的喪儀而被康熙帝批評。